# Plush
Plush (englisch Plüsch) ist eine US-amerikanische Hard-Rock-Band aus Upstate New York, die aus vier Frauen besteht.

## Geschichte
Die Band wurde im Jahre 2020 von der Sängerin und Gitarristin Moriah Formica und der Schlagzeugerin Brooke Colucci gegründet. Moriah Formica nahm im Jahre 2017 an der 13. Staffel der Gesangs-Castingshow The Voice USA teil. Komplettiert wurde die Besetzung durch die Bassistin Ashley Suppa, die schon seit einigen Jahren mit Colucci befreundet ist, sowie der Gitarristin Bella Perron. Auf letztere wurde die Band durch einen von der Halestorm-Sängerin Lzzy Hale weitergeleiteten Tweet aufmerksam. Eine auf YouTube hochgeladene Coverversion des Liedes Barracuda von Heart brachte der Band einen Vertrag mit dem Plattenlabel Pavement Entertainment ein. Am 10. Februar 2021 veröffentlichten Plush ihre erste Single Hate. Ab Juni 2021 nahm die Band mit dem Musikproduzenten Johnny K (bürgerlich: John Karkazis) ihr Debütalbum auf und tourte im Vorprogramm von Mammoth WVH durch die Vereinigten Staaten. Das selbstbetitelte Werk erschien am 29. Oktober 2021. Daraufhin tourten Plush im Vorprogramm der Co-Headlinertournee von Halestorm und Evanescence durch Nordamerika. Außerdem tourten sie mit Sevendust, Slash ft. Myles Kennedy and the Conspirators und Alice in Chains.
Nach Veröffentlichung ihrer neuen Single Left Behind war Plush als Support mit The Warning auf der US-Tour unterwegs. Am 16. August 2022 verkündete Schlagzeugerin und Mitgründerin Brooke Colucci ihren Ausstieg aus der Band. Als Begründung gab sie an, sich mehr mit ihren Soloprojekten zu befassen. Faith Powell unterstütze die Band bei der Tour mit Bush und Breaking Benjamin am Schlagzeug. Am 12. Oktober 2022 verkündete Faith Powell, dass sie nun offiziell zur Band gehört.
Am 10. Juni 2025 gab Bella Perron ihren Ausstieg bei Plush bekannt. Als Grund nannte sie, dass das jüngste Cover KI-generiert worden sei.

## Stil
Miriam Cadoni vom Onlinemagazin Femme Metal Webzine beschrieb die Musik von Plush als eine Mischung aus der frechen Attitüde von Heart und Halestorm. Sängerin Moriah Formica nennt Bands wie Aerosmith und Sängerinnen wie Amy Lee von Evanescence, Lzzy Hale von Halestorm und Lady Gaga als ihre Haupteinflüsse. Schlagzeugerin Brooke Coluccis Haupteinflüsse sind Godsmack (insbesondere deren Live-Battle Batalla de los Tambores), Tool, Led Zeppelin und Blondie. Paul Chesworth vom Onlinemagazin Needle in the Groove empfahl Plush allen Fans von Alter Bridge, Shinedown und Red Sun Rising.

## Diskografie

### Studio Albums
- 2021: Plush

### EPs
- 2023: Find the Beautiful

### Live Albums
* 2025: Live USA '24

### Singles
- 2021: Hate
- 2021: Athena
- 2022: Will Not Win
- 2022: Better Off Alone
- 2023: Left Behind
- 2024: Hope It Hurts

### Musikvideos
- 2021: Hate
- 2022: Will Not Win
- 2022: Better Off Alone
- 2023: Left Behind
- 2024: Barracuda
- 2024: Hope It Hurts
- 2024: Find the Beautiful
- 2024: Run